# S/2001 (66063) 1
S/2001 (66063) 1 est un petit astéroïde Aton, satellite naturel de (66063) 1998 RO1.
Il mesurerait environ 360 mètres, taille à comparer aux 900 mètres de son primaire, et serait en orbite à environ 800 mètres de ce dernier (soit 170 mètres entre la surface des deux objets).